# Reinhard Lipowsky
Reinhard Lipowsky (* 11. November 1953 in Heidelberg) ist ein deutscher Physiker, der sich mit Statistischer Physik und Biophysik befasst.

## Leben
Nach dem Physikstudium an der Universität Heidelberg (1972–1978) promovierte Lipowsky 1982 an der Universität München bei Herbert Wagner mit der Dissertation Das halb-unendliche Potts-Modell. Er habilitierte sich 1987 in München (Critical behavior of interfaces: wetting, surface melting and related phenomena) und hielt dort von 1989 bis 1990 eine Professur für Theoretische Physik inne. Von 1990 bis 1993 war er Direktor am Forschungszentrum Jülich (IFF), in Verbindung mit einer Professur an der Universität zu Köln. Seit 1993 ist Reinhard Lipowsky Direktor und Wissenschaftliches Mitglied am Max-Planck-Institut für Kolloid- und Grenzflächenforschung. Ferner ist er Mitglied der Berlin-Brandenburgischen Akademie der Wissenschaften, Honorarprofessor an der Universität Potsdam und an der Humboldt-Universität zu Berlin sowie Sprecher der International Max Planck Research School (IMPRS) über „Multiscale Bio-Systems“. Für 2017 wurde Lipowsky der Wolfgang-Ostwald-Preis zugesprochen.

## Schriften
- Herausgeber mit Erich Sackmann: The structure and dynamics of membranes, mehrere Bände, Elsevier, ab 1995
- Herausgeber: The structure and conformation of amphiphilic membranes, Springer 1992 (International Workshop, Jülich)